# Anner Bylsma
Anner Bylsma (* 17. Februar 1934 in Den Haag; † 25. Juli 2019 in Amsterdam) war ein niederländischer Cellist, der sich auf Musik in historischer Aufführungspraxis spezialisiert hatte. Er spielte sowohl auf modernen Violoncelli als auch auf solchen in historischer Bauart, darunter einem Instrument, das dem italienischen Meister Matteo Goffriller zugeschrieben wird.

## Name
Anner Bylsma hieß ursprünglich Anne Bijlsma. Da der weiblich klingende Vorname Anne oft zu Irritationen führte, nannte er sich später Anner. Der Nachname Bijlsma mit der niederländischen Aussprache [ˈbɛɫsma] wird international zumeist Bylsma geschrieben. Diese Anpassung der Schreibweise war eine Entscheidung des Marketings, um dem englischsprachigen Publikum die Aussprache zu erleichtern.

## Leben
Anner Bylsma erhielt den ersten Cello-Unterricht von seinem Vater. Er studierte von 1950 bis 1955 bei Carel van Leeuwen Boomkamp am Koninklijk Conservatorium Den Haag. Zwei Jahre nach Studienabschluss gewann er den Prix d’excellence.
Ab dem Jahr 1958 war Anner Bylsma als Solocellist an der Nederlandse Opera in Amsterdam tätig. Im Folgejahr gewann er den Pablo-Casals-Wettbewerb in Mexico. Von 1962 an war er sechs Jahre lang als jüngster Solocellist Erster Cellist des Concertgebouw-Orchesters. Im Jahr 1970 wurde er Dozent an den Konservatorien von Amsterdam und Den Haag. Als Gastdozent war er außerdem der Berliner Hochschule der Künste, dem Conservatoire de Paris und der Juilliard School verbunden. 
Anner Bylsma war nach einer ersten Ehe mit Lucy van Dael mit der Violinistin Vera Beths verheiratet. Mit Vera Beths, dem Bratschisten Jürgen Kussmaul und – bei Bedarf – weiteren Musikern bildete er das Ensemble L’Archibudelli, das Streichermusik auf historischen Instrumenten aufführte.
Eine Krankheit veranlasste Bylsma im Jahr 2005, das Cellospiel endgültig aufzugeben. Er gab auch danach noch Meisterkurse, so noch im Jahr 2014, als er 80 Jahre alt geworden war.